# 1894 en combiné nordique
| Années du combiné nordique : 1891 - 1892 - 1893 - 1894 - 1895 - 1896 - 1897    |
| Décennies du combiné nordique : 1860 - 1870 - 1880 - 1890 - 1900 - 1910 - 1920 |

Cette page reprend les résultats de combiné nordique de l'année 1894.

## Festival de ski d'Holmenkollen
1894 est l'année de la troisième édition du festival de ski d'Holmenkollen, compétition organisée annuellement depuis 1892.
La course fut remportée par le norvégien Hans Johansen devant ses compatriotes Jonas Holmen et Trygve Heyerdahl.